# Ezequiel Soria
 Ezequiel Soria  (Catamarca, Argentina, 23 de febrero de 1873 – Buenos Aires, Argentina, 24 de julio de 1936) fue un dramaturgo, crítico y director de teatro que tuvo una actividad destacada en su país.

## Actividad profesional
Cursó sus estudios en su ciudad natal y a poco de terminar la escuela secundaria viajó a Buenos Aires, donde primero empezó a estudiar en la Facultad de Derecho y luego en la de en la de Filosofía y Letras, si bien no terminó sus estudios en ninguna de ellas. 
En la capital argentina alternó con gente de teatro en las reuniones de los lunes del "Salón Literario" de Rafael Obligado, en las del "Café Lloverás o en las de la Sociedad de Reventadores, un grupo que juzgaba a golpes de bastón las obras estrenadas. 
Debutó como autor en 1892 con la pieza El caño 92 o en El Diván con la compañía del actor español Mariano Galé. Viajó a Europa, donde amplió sus conocimientos frecuentando autores, intérpretes y escenarios. Sobre el fin del siglo XIX y comienzos del XX el teatro en Argentina se encontraba con el difícil problema de contar con actores españoles incapaces de hacer papeles realmente criollos, realmente nacionales y actores locales que no sabía hacer personajes de la cultura urbana. Soria, con la visión que de los teatros nacionales le había dado su viaje, inicia entonces un movimiento en pro de hacer teatro nacional argentino, buscando el apoyo de autores y de personalidades como Martín Coronado, Nicolás Granada, el general Lucio V. Mansilla, Eduardo Mansilla y hasta el general Bartolomé Mitre. Con la idea de utilizar primero elencos españoles y luego a elementos nacionales, en 1901 fundó junto a Galé una compañía para actuar en el Teatro Victoria en la que figuraba como director artístico en tanto Galé era el director escénico. Debutaron con la obra Entre el fuego, de Soria, y luego estrenaron de Coronado, Granada, Agustín Fontanella, Roberto Payró, David Peña y Nemesio Trejo.
Apreciando el esfuerzo de Soria –pese a que el público no lo había acompañado- José Podestá se le acercó y le propuso unir esfuerzos en una organización que cambiara lo que era habitual en el medio. Fue así que Soria asumió la labor de director artístico separada del capocómico o director de la compañía y se dividieron los roles en el proceso de puesta en escena y esta labor de Soria resultó un antecedente de la configuración de la figura del director como responsable de la armonización de la puesta en escena, separado de sus funciones de administrador y capo-cómico, que continuaron en cabeza de Pepe Podestá. Por primera vez en el teatro nacional Soria sería quien ayudaría a los intérpretes, puliéndolos y perfeccionándoles. La nueva organización debutó con la obra Amor y lucha, del propio Soria, y alcanzó éxito con La piedra del escándalo, de Coronado. 
Después de otro viaje por Europa, Soria fe nombrado en 1903 director artístico de la compañía de Jerónimo Podestá, con quien estrenó la obra Caín de García Velloso en el Teatro Rivadavia. En sucesivas temporadas continuó su labor y se recuerdan como primeros ensayos de autores nacionales que obtenían éxito en el género grande, La rendición de Giménez Pastor, Sobre las ruinas, de Payró, ¡Jettatore!, de Gregorio de Laferrère, El faro de Alberto del Solar y M'hijo el dotor, de Florencio Sánchez.

## Algunas obras de su autoría
En su drama en tres actos Política casera, estrenado el 22 de octubre de 1901, Soria hace una crítica aguda a la corruptela partidaria de la época, poniendo en tela de juicio el procedimiento de elección de las candidaturas y la digitación de los candidatos, y sobre todo la necesidad a partir de la denuncia de los hechos que algo cambiara y modificara el juego político. 
Su pieza Justicia Criolla, que fue estrenada por Enrique Gil en el Teatro Olimpo en 1897 y más adelante representada en el Teatro Comedia en 1902, alcanzó enorme popularidad y tiene el valor de una pieza de transmisión entre la izquierda española y lo que es hoy nuestro teatro. 

## Labor en instituciones
En 1901 Soria y Mariano Galé fundaron la Academia del Teatro Nacional para la formación de actores y cantantes líricos, un importante antecedente de las instituciones de formación actoral porteñas. Las asignaturas dictadas eran declamación, canto, sociología, castellano y literatura con un profesor cada uno salvo declamación que contaba con tres docentes, uno de los cuales era Galé.
Soria participó de la actividad de Argentores, de la cual fue presidente, y también de la Asociación Argentina de Actores y en sus últimos años trabajó en la Biblioteca del Congreso. Luchó por los autores teatrales y por proteger su producción y consiguió que por primera vez un empresario pagase derechos de autor al creador de una obra. 

## Valoración
Tuvo una labor fecunda como director, era acertado en la selección de las obras y eficaz en la tarea de iniciar actores o de hacer progresar a que los ya estaban en el oficio. Opinaba que el director no debía ser ni autor en actividad, ni intérprete ni empresario. Si bien los autores e intérpretes debían subordinarse al director, este no debía tratar de modificar con un concepto personal la obra ni coartar la labor creativa del intérprete, pero sí hacer concoirdar plenamente todos los elementos del espectáculo. Escribió Ismael Moya que el mérito de Soria fue:

”El haber creado la zarzuela criolla, el haber sido maestro de actores, el haber cultivado el costumbrismo, el haberse convertido en fuente depuradora del teatro argentino, consagrando a tal noble propósito, su talento, su juventud y su propia economía”

Mariano G. Bosch se refiere a la labor docente de Soria en estos términos:

"Soria les enseñó hasta la técnica del oficio, entre bastidores, la manera de ensayar, y de colocar al apuntador en los ensayos; el rol del traspunte, la forma de hacer los tantos o cuadernillos".

## Obras
- Política casera
- El deber
- Cristian
- La beata
- El sargento Martín
- Yankees y criollos
- Vida Nacional
- Justicia Criolla
- Amor y claustro
- Amor y lucha
- Diogenes
- Entre el fuego